# ويلفريد نورماند، بارون نورماند
ويلفريد نورماند، بارون نورماند (بالإنجليزية: Wilfrid Normand, Baron Normand )‏ (و. 1884 – 1962 م) هو مؤيد، وقاضي، ومهندس، وسياسي، ومؤلف، وكاتب بريطاني، كان عضوًا في حزب المحافظين، توفي عن عمر يناهز 78 عاماً.

## مناصب
تولى منصب عضو برلمان المملكة المتحدة الـ36 (27 أكتوبر 1931–1 أبريل 1935)
- عضو مجلس الشورى البريطاني
- عضو مجلس اللوردات.

## التعليم
تعلم في Fettes College ‏، وجامعة إدنبرة، وكلية أوريل بجامعة أكسفورد.

## الخدمة العسكرية
خدم في الجيش البريطاني.